# ロック岩崎
ロック岩崎（ - いわさき、本名：岩崎 貴弘（いわさき たかひろ）、1951年11月28日 - 2005年4月21日）は、元航空自衛官、エアショーパイロットである。群馬県勢多郡赤城村（現：渋川市）出身。曲技飛行の第一人者として知られた。

## 経歴
1970年3月、千葉県立船橋高等学校卒業。同年4月航空自衛隊に航空学生第26期として入隊。F-86F、F-104、F-15などのジェット戦闘機操縦者として飛行任務に従事する。ニックネームの「ロック」は「岩崎」の岩を英訳した在官時代のTACネームに由来する。
また、F-15戦闘機で低高度での「ナイフエッジ」飛行を成功させたほか、「横転コルク抜き」という独自の空戦機動を編み出したことでも有名である。
1995年7月に二等空佐で航空自衛隊を退官。その後はエアショー・パフォーマーを目指し渡米、サンノゼ市アルプスナイスエアーを拠点として、カリフォルニア州キングシティーに所在するショーン・D・タッカーに師事する。
1996年3月に優秀な成績でプロ・エアーショーライセンスを取得し帰国。同年8月に「民間版ブルーインパルス」を目指しアクロバット飛行チーム AIRock（エアロック）を設立、11月に和歌山県南紀白浜空港で開催された「スカイレジャージャパン'96」で日本初のプロ・エアショーパイロットとしてデビューを果たす。以後は航空自衛隊の航空祭を中心に各地で曲技飛行を披露していた。「戦闘機は運用安全上、8Gまでしか出せないが、ショーの曲技飛行なら11Gが出せる」と、求道者としてのコメントを残している。
自著『最強の戦闘機パイロット』において、自衛隊を辞しエアショー・パイロットとして再出発しようとした動機を「戦闘機乗りとしての寿命が尽き地上勤務を命ぜられるよりも、いつまでも空を飛び続けて人々に夢を与えたかったから」と語っている。単座（一人乗り）機へのこだわりや、操縦系統などが自動化される以前のシンプルな機体に対する愛着なども語っている。自衛官時代にブルーインパルスへ引き抜く話があったが、所属する飛行隊が手放すのを拒み実現しなかった。本人がそれを知ったのは退官後のことである。

### 事故死
2005年4月21日午前11時20分頃、兵庫県但馬空港にて飛行訓練中に乗機（ピッツS-2C、機体記号JA22AR）が滑走路脇の草地へ墜落。全身を強く打ち、豊岡市内の病院へ運ばれたが1時間半後に死去した。死因は心臓破裂、53歳没。事故の一報は国内の主要メディアも報道した。
事故は曲技飛行の一種である「ホリー・ホック・マイアー」の訓練中に発生。兵庫県警察による実況見分では、急上昇や急降下を繰り返しているうちに高度約150メートルから墜落したことが判明した。航空・鉄道事故調査委員会の調査では、機体の姿勢回復操作の開始が遅れたことが原因となり地面に激突したと結論づけている。同委員会は操作が遅れた理由として、持病である花粉症の治療薬による影響などを指摘している。

## 旧式機で最新鋭機を「撃墜」
日米間での空中戦訓練において旧式であるF-104で当時新鋭機だった米空軍のF-15を「撃墜」したことがある。自著『最強の戦闘機パイロット』p108-p113によれば、F-104はF-15より小型である分発見されにくいことと、加速性能が上という利点がある。それに加えパイロットとしての技量は岩崎のチームが上と自負していた。これを生かすため、訓練開始時に互いに擦れ違った後は以下の戦術を採った。
1. 相手チームをいったん振り切り、死角から接近する。相手チームから発見されにくいということは味方同士でも見つけにくいことを意味するが、相手チームを基準にして自分がどの位置にいるのかを互いに連絡し合ってカバーする。
2. 十分に近付く前に発見されたら1に戻る。これを繰り返す。
3. 上手くポジションに付けることができたら僚機が囮になる。
4. 相手チームが囮を追いかけるのに夢中になっている間に岩崎機が背後から撃墜する。

F-15に乗り換えたあとも同機よりも軽量で機動性に優れたF-16で模擬空中戦を挑んできた米軍を返り討ちにした。この時の相手側の戦法は前述と攻守を逆にした同じものであり、それを予測してのことであった。

## 著作
- 岩崎貴弘『最強の戦闘機パイロット』講談社、2001年。ISBN 4062106728